# Сисикулак
Сисику́ла́к (Сисику́ль) — річка в Україні, в межах Чернігівського району Запорізької області. Права притока Токмаку (басейн Азовського моря). Етимологія: тюрк. сисик — «смердючий», кулак — «балка, яр».

## Опис
Довжина 13 км, площа басейну 47,3 км², похил 9.6 м/км. Річище слабозвивисте, у верхів'ї пересихає. Праві схили долини крутіші, подекуди кам'янисті. У давнину на правому березі добували камінь для будівельних потреб. На річці споруджено кілька ставків, серед яких «Зорянський» (одразу за межами смт Чернігівки) та «Центральний» (в межах смт Чернігівки). 

## Розташування
Сисикулак бере початок у межах Приазовської височини, на північний схід від села Пірчине. Тече переважно на південний захід (місцями на захід). Впадає до р. Токмак у межах смт Чернігівка.

## Природа
Іноді на ставки залітає мартин звичайний, на водопій до річки прилітають також інші птахи. На берегах ростуть подекуди ожина, хміль, фіалка, ефедра, ковила, полин, поширеним є терен і, звичайно, очерет. 

## Галерея

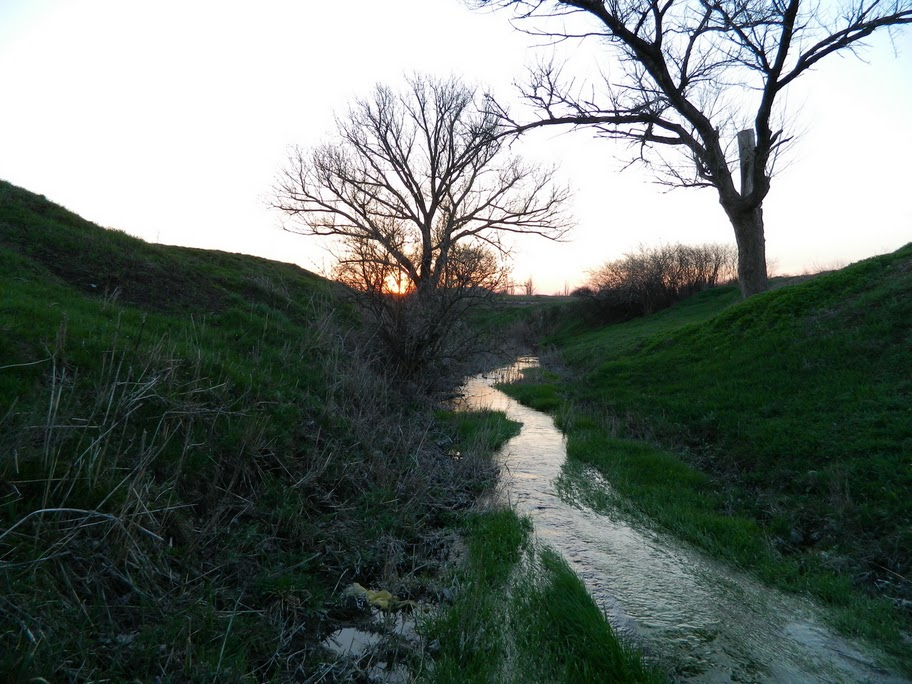
Захід сонця над річкою
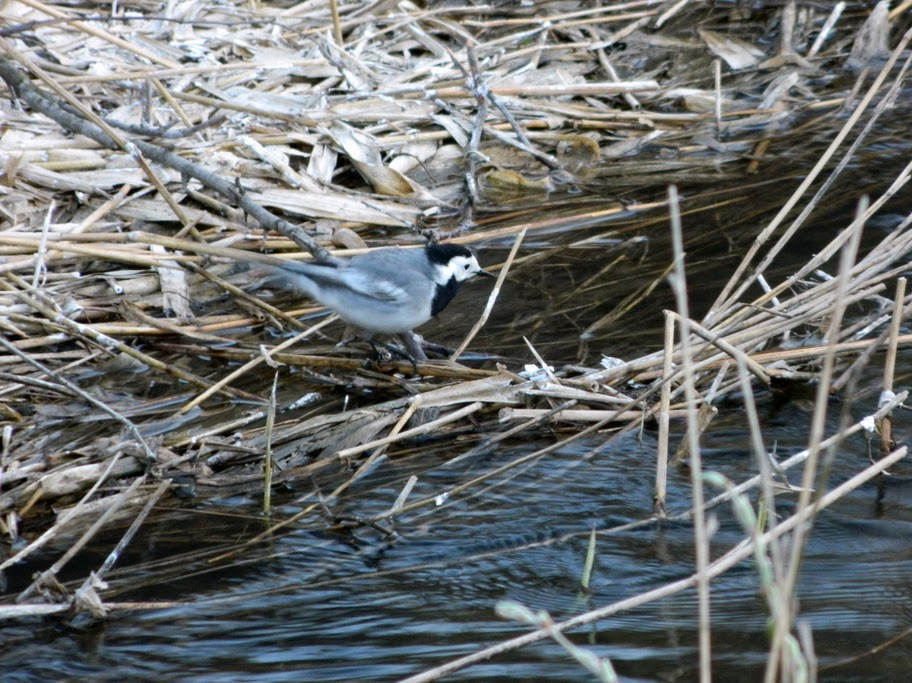
Плиска біла на водопої на річці Сисикулак
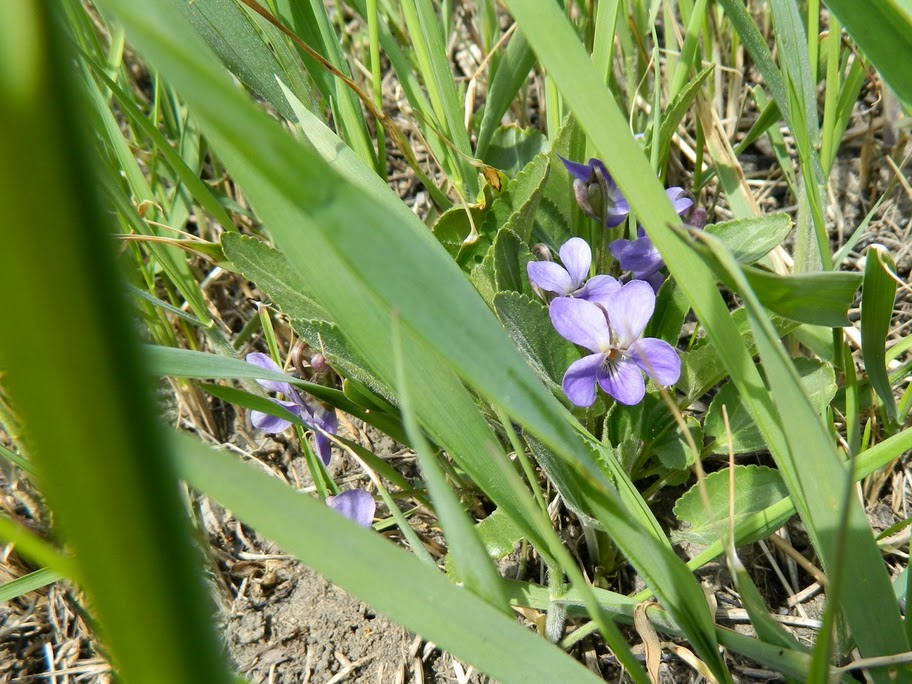
Фіалка на моріжку біля річки
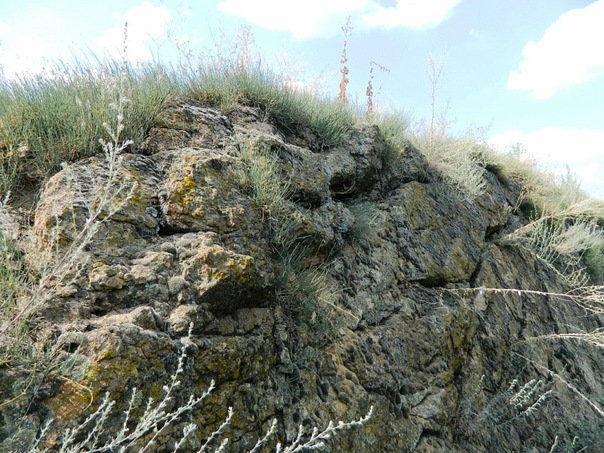
Скельний виступ, порослий ефедрою на правому березі річки